# Andrenosoma serpentina
Andrenosoma serpentina là một loài ruồi trong họ Asilidae. Andrenosoma serpentina được Bezzi miêu tả năm 1908.